# Carl Mannich
Carl Ulrich Franz Mannich (Breslavia, 8 marzo 1877 – Karlsruhe, 5 marzo 1947) è stato un chimico tedesco.
Dal 1927 al 1943 fu professore di chimica farmaceutica all'Università di Berlino. Era esperto nella chimica dei chetoni, delle piperidine, delle papaverine, dei lattoni e dei glicosidi della Digitale.
La reazione di Mannich venne nominata in suo onore dopo la sua scoperta del meccanismo della stessa nel 1912.

## Biografia

### Vita
Mannich ha frequentato le superiori a Weimar e poi a Berlino, che ha lasciato senza raggiungere il diploma. Ha invece effettuato uno stage presso una farmacia a sempre a Berlino. Dal 1898, ha studiato a Marburgo e a Berlino e ha conseguito il dottorato nel 1903 a Basilea. Nel 1905 ha conseguito la maturità e ha fatto l'esame di stato per la chimica degli alimenti nel 1907. Ha poi completato la sua abilitazione presso l'Università di Berlino nel 1910, dopo di che è stato nominato professore straordinario. Dal 1911 al 1917 Mannich divenne Professore straordinario di Chimica Farmaceutica a Göttingen e andò nel 1920 a Francoforte. Tra il 1927 e il 1943 Mannich è stato professore di Chimica Farmaceutica presso l'Università di Berlino. Negli anni tra il 1932 e il 1934 è stato Presidente della "Deutsche Pharmazeutische Gesellschaft (DPhG)". Nel semestre invernale 1946/1947, ha assunto la cattedra di Chimica Farmaceutica presso il TH Karlsruhe.

### Vita scientifica
Mannich è ben noto per la sua scoperta di una particolare forma di ammino alchilazione a cui è stato dato il nome di "reazione di Mannich". Grazie a questo metodo di sintesi è stato in grado di produrre sostanze che fino ad allora erano altrimenti di difficile accesso come la 1,3 ketamina. Nel 1912 Mannich è stato in grado di descrivere il primo glucoside morfinico di sintesi. Ha anche dedicato agli alcaloidi dell'oppio una serie di lavori nel 1917 e ha formulato un metodo per la produzione di estratti di oppio puri. Mannich ha sviluppato anche un metodo per la determinazione della morfina nell'oppio, che ha consentito una determinazione precisa delle dosi efficaci, senza dover ricorrere a complessi test fisiologici individuali. Con la sua sintesi, ha contribuito alla determinazione della struttura della morfina. Grazie all'introduzione di varie prove e di diversi metodi di rilevamenti, come il polarimetro per la quantificazione dell'amido, o la rilevazione dell'acido borico nel cibo o la quantità di etanolo nelle bevande, anche la scienza farmaceutica applicata deve molto a Mannich.

## Articoli principali
- Über die Bildung von Benzolderivaten aus Dimethylamino-butanon und Malon-ester bzw.Acetessigester.  Berichte der deutschen chemischen Gesellschaft, (1938) (A and B Series) Vol.71(10) p. 2090-2092.
- Eine Synthese des Arecaidinaldehyds und des Arecolins  Berichte der deutschen chemischen Gesellschaft, (1942) (A and B Series) Vol. 75(12) p. 1480-1483.
- Über g‐Strophanthin (Ouabain) und g‐Strophanthidin  Berichte der deutschen chemischen Gesellschaft, (1942) (A and B Series) Vol. 75(12) p. 737-750.
- Synthese und Umsetzungen von 1.3‐Ketobasen mit sekundärem Stickstoff  Berichte der deutschen chemischen Gesellschaft, (1942) (A and B Series) Vol. 75(1) p. 49-64.